# توم فرينش (شاعر)
توم فرينش (بالإنجليزية: Tom French)‏ هو شاعر أيرلندي، ولد في 1966.
ولد في كيلكيني عام 1966 ونشأ في تيبيراري. تخرج من جامعة أيرلندا الوطنية، غالواي وجامعة ليمريك.